# خبق جاوي
خبق جاوي (الاسم العلمي:Chara javanica) هو نوع من الطحالب الخضراء يتبع جنس الكارا من فصيلة الكارية.